# Йохан фон Тифен
Йохан фон Тифен (на немски: Johann (Hans) von Tiefen) е тридесет и петият Велик магистър на рицарите от Тевтонския орден.